# 1000-km-Rennen auf dem Nürburgring 1975

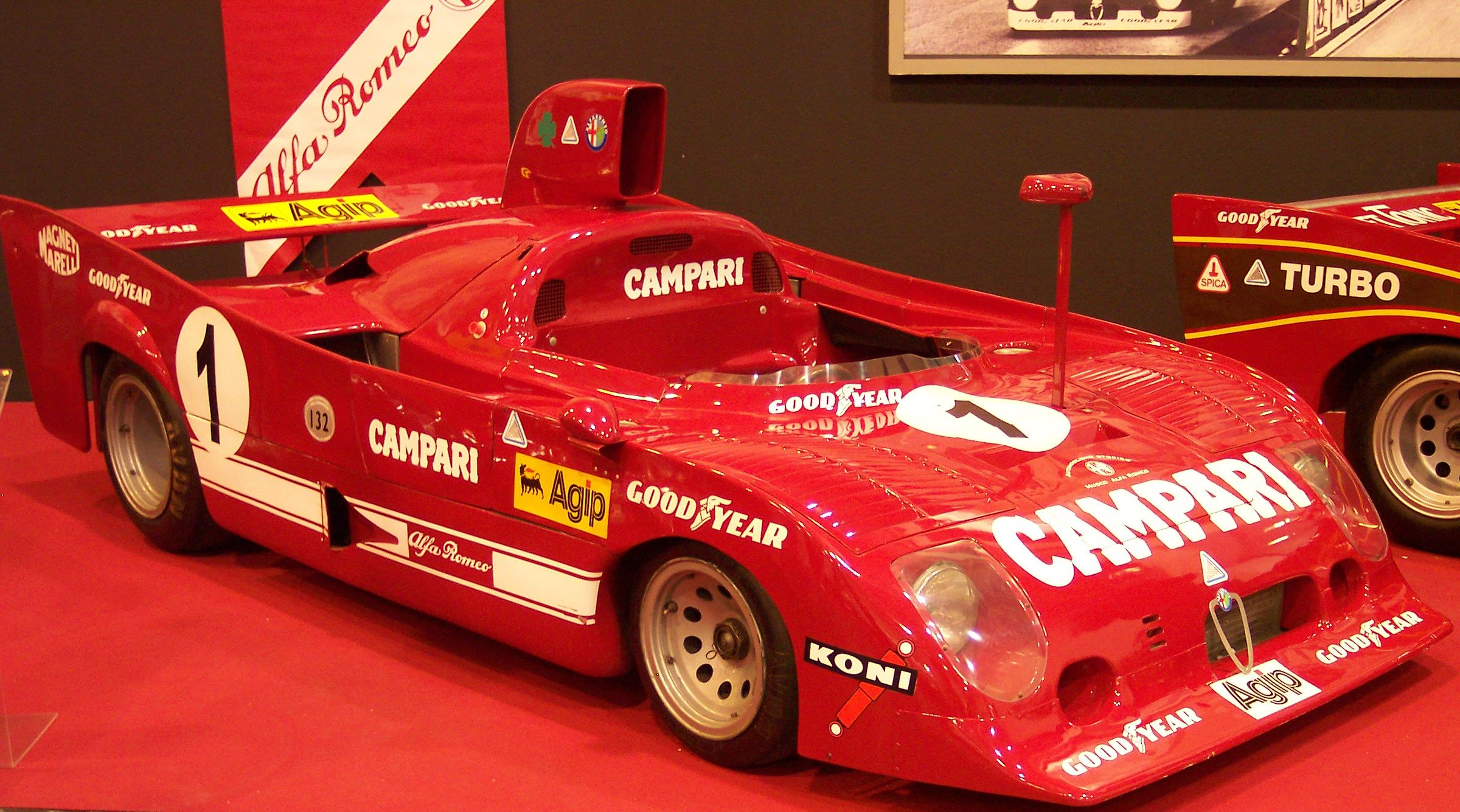
Alfa Romeo T33/TT/12, Siegerwagen von Arturo Merzario und Jacques Laffite

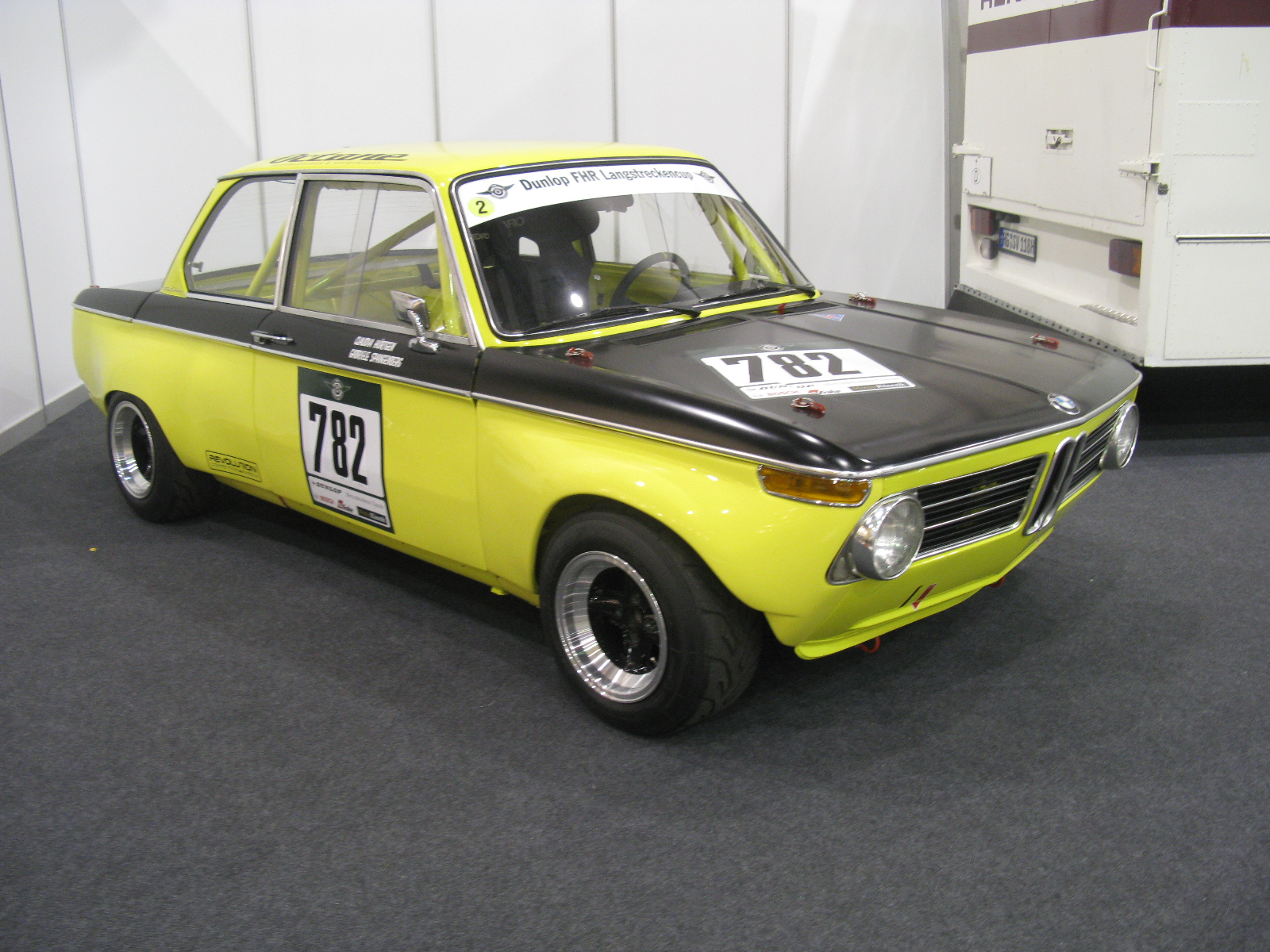
Auf einem BMW 2002 Ti verunglückte Walter Czadek im Training tödlich

Das 21. 1000-km-Rennen auf dem Nürburgring, auch Int. ADAC 1000 km Nürburgring, Weltmeisterschaft, Nürburgring Nordschleife, fand am 1. Juni 1975 auf der Nordschleife des Nürburgrings statt und war der siebte Wertungslauf der Sportwagen-Weltmeisterschaft dieses Jahres.

## Das Rennen
Mit drei Alfa Romeo T33/TT/12 kam das Willi Kauhsen Racing Team zum Rennen auf dem Nürburgring. Zu den bisherigen Stammfahrern Arturo Merzario, Jacques Laffite, Henri Pescarolo und Derek Bell kamen zwei aktuelle Formel-1-Piloten ins Team. Jody Scheckter ging in der Weltmeisterschaft für Tyrrell an den Start und teilte sich das Cockpit des Wagens mit der Nummer 3 mit dem McLaren-Piloten Jochen Mass. Mass hatte auch einen Fahrervertrag bei Ford Deutschland, wurde aber mangels Einsatzmöglichen von Teamchef Mike Kranefuss für das Rennen freigestellt.
Die Probleme des Porsche-Teams des hessischen Immobilienhändlers Hermann Dannesberger fanden am Nürburgring ihre Fortsetzung. Nach einem Streit zwischen den Fahrern wurde Gijs van Lennep nach dem 1000-km-Rennen von Monza aus seinem Vertrag entlassen. Herbert Müller erhielt nach seiner Äußerung, der Porsche 908/3-6 mit Turbolader sei „Porsche-Schrott“, eine offizielle Abmahnung des Porsche-Vorstands. Vor dem Rennen stellte Porsche die technische Unterstützung ein und das Team musste mit den letzten Ersatzteilen haushalten.

### Tödlicher Unfall im Training
Am Samstagvormittag verunglückte Walter Czadek tödlich. In seiner dritten Runde blockierte auf der Döttinger Höhe das Getriebe seines Wagens bei hohem Tempo. Das Fahrzeug prallte gegen eine Abgrenzung, überschlug sich und landete schwer beschädigt zwischen Bäumen. Czadek, der nicht angegurtet war, wurde mit schweren Verletzungen in das Krankenhaus von Adenau gebracht, wo er am Nachmittag starb; er war 32 Jahre alt. In seiner Heimatstadt Hassel unterhielt er ein Unternehmen, das Fahrzeugelektrik reparierte, und in seiner Freizeit fuhr er Tourenwagenrennen. Zum 1000-km-Rennen war für ihn und Karl Richter vom „Rheydter Club“ ein BMW 2002 Ti gemeldet worden.

### Der Rennverlauf
Das Rennen endete mit einem weiteren Gesamtsieg des Kauhsen-Alfa-Romeo-Teams. Allerdings gelang dieser Sieg in erster Linie durch Fehler der Konkurrenz. Lange führte der Alpine-Renault A442 von Gérard Larrousse und Jean-Pierre Jabouille. Das Duo hatte bereits einen Vorsprung von über zwei Minuten herausgefahren, als die Alpine-Techniker drei ungeplante Boxenstopp benötigten, um eine gebrochene Schweißnaht an einem Staurohr, das die linke Zylinderseite mit komprimierter Verbrennungsluft versorgte, zu reparieren. Dabei ging eine ganze Runde verloren.
Vier Runden vor Schluss führte der von Georg Loos eingesetzte Mirage Gulf GR7 mit Howden Ganley am Steuer, als Rennleiter Len Bailey ein schwerer Fehler unterlief. Er hatte sich bei den Boxenstopps verzählt und holte den führenden Wagen völlig unnötig an die Boxen. Ganley, der seinen Teamkollegen Tim Schenken warten sah, gurtete sich los, um aus dem Wagen zu steigen. Als der Fehler erkannt wurde, musste er umständlich wieder angegurtet werden. Eine halbe Minute ging bei dem Manöver verloren, die ausreichte, um den Alfa Romeo von Merzario und Laffite in Führung zu bringen. Im Ziel hatten sie nach 44 Runden einen Vorsprung von 40 Sekunden auf den Loos-Gulf.

## Ergebnisse

### Schlussklassement
| 1                  | S 3.0    | 1   | Willi-Kauhsen-Racing-Team               | Arturo Merzario Jacques Laffite                    | Alfa Romeo T33/TT/12    | 44 |
| 2                  | S 3.0    | 4   | GELO-Racing-Team Georg Loos KG          | Howden Ganley Tim Schenken                         | Mirage Gulf GR7         | 44 |
| 3                  | S 3.0    | 7   | Martini-Racing-Team Dr. H. Dannesberger | Herbert Müller Leo Kinnunen                        | Porsche 908/3-6         | 43 |
| 4                  | S 3.0    | 6   | Renault Alpine S.A.                     | Gérard Larrousse Jean-Pierre Jabouille             | Alpine-Renault A442     | 43 |
| 5                  | S 3.0    | 10  | Joest-Racing                            | Jürgen Barth Ernst Kraus                           | Porsche 908/3           | 42 |
| 6                  | S 3.0    | 3   | Willi-Kauhsen-Racing-Team               | Jochen Mass Jody Scheckter                         | Alfa Romeo T33/TT/12    | 42 |
| 7                  | S 2.0    | 30  | March-Hart-Racing                       | David Morgan John Lepp Vern Schuppan               | March 75S               | 41 |
| 8                  | GT + 1.6 | 54  | Jägermeister-Kremer-Team                | Helmut Kelleners Hans Heyer Bob Wollek             | Porsche Carrera RSR     | 40 |
| 9                  | GT + 1.6 | 51  | GELO-Racing-Team Georg Loos KG          | John Fitzpatrick Toine Hezemans Manfred Schurti    | Porsche Carrera RSR     | 40 |
| 10                 | S 2.0    | 37  | Robin Smith                             | Robin Smith Richard Robarts                        | Chevron B23             | 40 |
| 11                 | GT + 1.6 | 52  | GELO-Racing-Team Georg Loos KG          | Toine Hezemans Gijs van Lennep Claude Ballot-Léna  | Porsche Carrera RSR     | 40 |
| 12                 | GT + 1.6 | 63  | Kuberol Racing                          | Bengt Ekberg Roland Larsson                        | Porsche Carrera RSR     | 39 |
| 13                 | T + 2.0  | 60  | BMW-Faltz-Alpina-Tuning                 | Alain Peltier Siegfried Müller                     | BMW 3.0 CSL             | 39 |
| 14                 | GT + 1.6 | 58  | Tebernum-Porsche-Racing-Team            | Clemens Schickentanz Hartwig Bertrams Reine Wisell | Porsche Carrera RSR     | 39 |
| 15                 | S 2.0    | 26  | Steward Chubb-Racing                    | Alan Jones John Sheldon Rafael Barrios             | Lola T294               | 38 |
| 16                 | GT + 1.6 | 68  | Rallye Gemeinschaft Ulm                 | Eberhard Sindel Edgar Dören                        | Porsche Carrera RSR     | 38 |
| 17                 | S 2.0    | 45  | STE ROC La pierre du Nord Motul         | François Sérvanin Laurent Ferrier                  | Lola T294               | 38 |
| 18                 | S 2.0    | 38  | John Blanckley                          | John Blanckley John Calvert                        | Chevron B23             | 38 |
| 19                 | GT + 1.6 | 69  | AMC Duisburg                            | Anton Stocks Gerhard Holup                         | Porsche Carrera RSR     | 37 |
| 20                 | GT + 1.6 | 60  | Porsche-Club-Romand                     | Claude Haldi Bernard Béguin                        | Porsche Carrera RSR     | 37 |
| 21                 | GT + 1.6 | 60  | Porsche-Club-Romand                     | Peter Zbinden Roger Dorchy                         | Porsche Carrera RSR     | 37 |
| 22                 | S 2.0    | 35  | Chandler-Ibec-Int.-Racing               | Claude Crespin Ian Bracey Brian Joscelyne          | Lola T294               | 36 |
| 23                 | S 2.0    | 25  | Alroy-Racing                            | Richard Knight Christian Mons Mike Knight          | March 75S               | 34 |
| 24                 | S 3.0    | 17  | Bernd Seidler                           | Bernd Seidler Klaus-Peter Reichle                  | GLS-Porsche BS910       | 34 |
| 25                 | T 2.0    | 109 | Team Europa Möbel                       | Wolfgang Dimmendaal Wilfried Dymarkowski           | BMW 2002 Ti             | 32 |
| 26                 | S 2.0    | 32  | KVG-Racing                              | John Hine Ian Grob                                 | Chevron B31             | 30 |
| 27                 | T 2.0    | 110 | Team Europa Möbel                       | Rüdiger Dahlhäuser Paul Wunsch                     | VW Scirocco             | 30 |
| Nicht klassiert    |          |     |                                         |                                                    |                         |    |
| 28                 | S 2.0    | 40  | Team Viktor-Trave-Line-Ferrys           | Olof Wijk Lars Svensson                            | Astra RNR1              | 29 |
| 29                 | T 2.0    | 104 | Mayen Automobil Club                    | Peter Ochs Karl-Heinz Tibor                        | BMW 2002 Ti             | 25 |
| 30                 | T + 2.0  | 88  | Rübenach Automobil Club                 | Axel Sonntag Werner Dittert                        | Opel Commodore          | 18 |
| Ausgefallen        |          |     |                                         |                                                    |                         |    |
| 31                 | S 2.0    | 21  | Team Warsteiner Eurorace                | Jörg Obermoser Paul Keller                         | TOJ SC03                | 29 |
| 32                 | S 2.0    | 24  | Alroy-Racing                            | Mario Cabral Antônio Castro Prado                  | March 75S               | 28 |
| 33                 | S 2.0    | 28  | Peter Smith                             | Peter Smith John Turner                            | Chevron B23             | 28 |
| 34                 | S 3.0    | 36  | Roger-Heavens                           | Hervé LeGuellec Manrico Zanuso                     | Lola T294               | 28 |
| 35                 | S 3.0    | 5   | GELO-Racing-Team Georg Loos KG          | John Watson Tom Pryce                              | Mirage Gulf GR7         | 27 |
| 36                 | S 3.0    | 11  | Sportscar-Team of Austria               | Walter Penker Alois Müller                         | KMW SP30                | 27 |
| 37                 | GT + 1.6 | 53  | GELO-Racing-Team Georg Loos KG          | Manfred Schurti Klaus Ludwig                       | Porsche Carrera RSR     | 27 |
| 38                 | S 2.0    | 23  | Fisons-Racing                           | Martin Raymond Tony Goodwin                        | Chevron B31             | 23 |
| 39                 | GT + 1.6 | 55  | Jägermeister-Kremer-Team                | Hans Heyer Bob Wollek Reinhardt Stenzel            | Porsche Carrera RSR     | 23 |
| 40                 | S 2.0    | 34  | Miles-Royston-Racing                    | Richard Scott José Uriarte Peter Hanson            | Lola T294               | 21 |
| 41                 | S 2.0    | 33  | Cheetah-Cars                            | John Burton Loris Kessel                           | Cheetah G501            | 19 |
| 42                 | GT + 1.6 | 57  | Josef Brambring                         | Josef Brambring Jürgen Neuhaus                     | Porsche Carrera RSR     | 19 |
| 43                 | GT + 1.6 | 66  | Jürgen Kannacher                        | Jürgen Konrad Jürgen Kannacher                     | Porsche Carrera RSR     | 19 |
| 44                 | GT + 1.6 | 67  | Neusser Motorsportklub                  | Wolfgang Kauwertz Klaus Drees                      | Porsche Carrera RSR     | 16 |
| 45                 | GT + 1.6 | 59  | Tebernum-Porsche-Racing-Team            | Hartwig Bertrams Reine Wisell Clemens Schickentanz | Porsche Carrera RSR     | 13 |
| 46                 | S 3.0    | 19  | Jolly-Club Lugano-Ferreti               | Vittorio Brambilla Giorgio Pianta                  | Lola T380               | 10 |
| 47                 | S 2.0    | 41  | Heini-Mader-Racing-Components           | Hansmarkus Hubert Friedrich Hürzeler               | Lola T294               | 10 |
| 48                 | S 3.0    | 15  | Boeri-Sports-Helmets                    | Kurt Hild Axel Ahrens Manfred Anspann              | KMW SP30                | 9  |
| 49                 | S 2.0    | 22  | Team Warsteiner Eurorace                | Gunnar Nordström Philipp Gantner                   | TOJ SC03                | 6  |
| 50                 | S 2.0    | 29  | Mogil-Motors Ltd.                       | Tony Charnell Andrew Jeffrey                       | Chevron B23             | 6  |
| 51                 | GT + 1.6 | 62  | Gante Racing                            | John Rulon-Miller Tom Waugh                        | Porsche Carrera RSR     | 6  |
| 52                 | GT + 1.6 | 64  | Jan Lundgardh                           | Jan Lundgardh Kurt Simonsen                        | Porsche Carrera RSR     | 6  |
| 53                 | T + 2.0  | 85  | BMW-Faltz-Alpina-Tuning                 | Dieter Hegels Rolf Rummel                          | BMW 3.0 CSL             | 6  |
| 54                 | T 2.0    | 102 | Balafre Lancome For Men                 | Lothar Wagner Eckard Babendererde                  | BMW 2002 Ti             | 6  |
| 55                 | S 3.0    | 12  | KMW-Racing-GmbH & Co KG                 | Hans Müller-Perschl Harald Ertl                    | KMW SP30                | 4  |
| 56                 | T + 2.0  | 87  | Robert Eberhardt                        | Robert Eberhardt Kurt Auer                         | Chevrolet Camaro        | 4  |
| 57                 | S 2.0    | 43  | Neußer Motorsportklub e. V. im ADAC     | Heinz Gilges Helmut Schmitz                        | Alpine A110 1800        | 3  |
| 58                 | S 3.0    | 9   | Joest-Racing                            | Reinhold Joest Mario Casoni                        | Porsche 908/4           | 2  |
| 59                 | S 3.0    | 2   | Willi-Kauhsen-Racing-Team               | Henri Pescarolo Derek Bell                         | Alfa Romeo T33/TT/12 CC | 1  |
| Nicht gestartet    |          |     |                                         |                                                    |                         |    |
| 60                 | S 2.0    | 39  | Trevor Twaites                          | Trevor Twaites Jörg Zaborowski                     | Chevron B23             | 1  |
| 61                 | T + 2.0  | 82  | BMW-Faltz-Alpina-Tuning                 | Peter Hennige Harald Grohs                         | BMW 3.0 CSL             | 2  |
| 62                 | T 2.0    | 103 | Mayen Automobil Club                    | Kurt Hens Hans Schell                              | BMW 2002                | 3  |
| 63                 | T 2.0    | 105 | Rheydter Club                           | Walter Prüser Peter Sieben                         | BMW 2002 Ti             | 4  |
| 64                 | T 2.0    | 106 | Rheydter Club                           | Walter Czadek Karl Richter                         | BMW 2002 Ti             | 5  |
| 65                 | S 3.0    | 100 | Renault Alpine                          | Gérard Larrousse Jean-Pierre Jabouille             | Alpine-Renault A441     | 6  |
| Nicht qualifiziert |          |     |                                         |                                                    |                         |    |
| 66                 | S 3.0    | 14  | KMW-Racing-GmbH & Co KG                 |                                                    | KMW SP30                | 7  |
| 67                 | S 3.0    | 16  | Boeri-Sports-Helmets                    | Siegfried Schrieder Kurt Hild                      | KMW SP30                | 8  |
| 68                 | S 3.0    | 18  | Walter Proebst                          | Walter Proebst Holger Schechinger                  | Porsche 908/3           | 9  |
| 69                 | S 2.0    | 27  | Goodwin-Racing                          | Ivor Goodwin Manuel Larama                         | Rawlson                 | 10 |
| 70                 | S 2.0    | 42  | Akamot                                  | Werner Muschak Karl Langjahr                       | Porsche 910             | 11 |
| 71                 | T 2.0    | 107 | Rheydter Club                           | Helmut Hesse Manfred Droegekopp                    | BMW 1600                | 12 |

1 nicht gestartet
2 Unfall im Training
3 nicht gestartet
4 zurückgezogen
5 Tödlicher Unfall von Czadek im Training
6 Trainingswagen
7 nicht qualifiziert
8 nicht qualifiziert
9 nicht qualifiziert
10 nicht qualifiziert
11 nicht qualifiziert
12 nicht qualifiziert

### Nur in der Meldeliste
Hier finden sich Teams, Fahrer und Fahrzeuge, die ursprünglich für das Rennen gemeldet waren, aber aus den unterschiedlichsten Gründen daran nicht teilnahmen.
| Pos. | Klasse   | Nr. | Team                       | Fahrer                                            | Chassis              |
| ---- | -------- | --- | -------------------------- | ------------------------------------------------- | -------------------- |
| 72   | S 3.0    | 8   | Willi-Kauhsen-Racing-Team  | Jody Scheckter                                    | Alfa Romeo T33/TT/12 |
| 73   |          | 20  | Jolly-Club Lugano-Ferreti  | Lella Lombardi                                    | Lola                 |
| 74   | S 2.0    | 23  | Jolly-Club                 | Martino Finotto Manfred Mohr                      | Lola T294            |
| 75   | S 2.0    | 31  | Fisons-Racing              | Martin Raymond Tony Goodwin                       | Lola T390            |
| 76   | S 2.0    | 44  | Scuderia Lang-Verpackungen | Helmut Bross                                      | Lola T290            |
| 77   | S 2.0    | 46  | Oscar Desentis             | Oscar Desentis Hervé LeGuellec                    | Lola T294            |
| 78   | S 2.0    | 47  | Scuderia Nord-Ovest        | Gianfranco Trombetti Lorenzo Niccolini            | Osella PA3           |
| 79   | GT + 1.6 | 56  | Jägermeister-Kremer-Team   | Eckhard Schimpf Anton Fischhaber Helmut Kelleners | Porsche Carrera RSR  |
| 80   | T + 2.0  | 83  | Team Schnitzer             | Albrecht Krebs Günter Appel                       | BMW 3.5 CSL          |
| 81   | T + 2.0  | 84  | Team Schnitzer             | Urs Zondler Walter Brun                           | BMW 3.5 CSL          |
| 82   | T 2.0    | 101 | BMW Faltz Alpina Essen     | Peter Kuhlmann                                    | BMW 2002             |
| 83   | T 2.0    | 108 | Moebel Europa              | Josef Stockhausen Fritz Kossak                    | BMW 1800             |

### Klassensieger
| Klasse   | Fahrer              | Fahrer               | Fahrer        | Fahrzeug             | Platzierung im Gesamtklassement |
| -------- | ------------------- | -------------------- | ------------- | -------------------- | ------------------------------- |
| S 3.0    | Arturo Merzario     | Jacques Laffite      |               | Alfa Romeo T33/TT/12 | Gesamtsieg                      |
| S 2.0    | David Morgan        | John Lepp            | Vern Schuppan | March 75S            | Rang 7                          |
| GT + 1.6 | Helmut Kelleners    | Hans Heyer           | Bob Wollek    | Porsche Carrera RSR  | Rang 8                          |
| T + 2.0  | Alain Peltier       | Siegfried Müller     |               | BMW 3.5 CSL          | Rang 13                         |
| T 2.0    | Wolfgang Dimmendaal | Wilfried Dymarkowski |               | BMW 2002 Ti          | Rang 25                         |

### Renndaten
- Gemeldet: 83
- Gestartet: 59
- Gewertet: 27
- Rennklassen: 5
- Zuschauer: 60000
- Wetter am Renntag: kühl und trocken
- Streckenlänge: 22,835 km
- Fahrzeit des Siegerteams: 5:41:14,100 Stunden
- Gesamtrunden des Siegerteams: 44
- Gesamtdistanz des Siegerteams: 1004,740 km
- Siegerschnitt: 176,665 km/h
- Pole Position: Jean-Pierre Jabouille – Alpine-Renault A442 (#6) – 7:12,100 = 190,248 km/h
- Schnellste Rennrunde: Gérard Larrousse – Alpine-Renault A442 (#6) – 7:20,800 = 186,493 km/h
- Rennserie: 7. Lauf zur Sportwagen-Weltmeisterschaft 1975